# Ратно ваздухопловство Немачке
После рата, немачка авијација је озбиљно умањена, а војна авијација потпуно забрањена док Западна Немачка није ступила у НАТО током 1950-их. Током наредних деценија, западнонемачки Луфтвафе је опремљен махом америчким авионима произведеним по лиценци у Немачкој.
Током 1960-их, Старфајтер криза је била велики проблем за немачку политику, јер се више Локидових F-104 ловаца срушило пошто су били модификовани да служе Луфтвафеу. Стога је Старфајтер (Звездани ловац) у Немачкој назбан „творцем удовица“ (немачки: Witwenmacher).
Луфтвафе Источне Немачке је користио совјетске летелице, као што је МиГ-29. После уједињења, њих је преузела уједињена Немачка, али се планира да се повуку из употребе, а у многим случајевима да се продају источноевропским савезницима.
Од 1970-их, Луфтвафе Западне Немачке и касније уједињене Немачке је активно учествовао у конструкцији европских борбених авиона као што је Панавија торнадо и скорије Јурофајтер.
Током 1999, по први пут од 1945. Луфтвафе је учествовао у борбеним операцијама током НАТО бомбардовања Југославије.

## Галерија
- Eurofighter у верзији од два места
- A Tornado IDS
- Transall C-160
- Luftwaffe Airbus A310 MRTT
- F-4F Phantom II
- A310 VIP
- EuroHawk